# Firaxis Games
Firaxis Games — американская компания-разработчик компьютерных игр, наиболее известна по серии глобальных стратегий Civilization. Студия была основана в 1996 году бывшими сотрудниками MicroProse — Сидом Мейером, Джеффом Бриггсом и Брайном Рейнолдсом и сейчас располагается в Спарксе, штат Мэриленд, США. С 2005 года входит в состав 2K Games, дочерней компании Take-Two Interactive.

## История

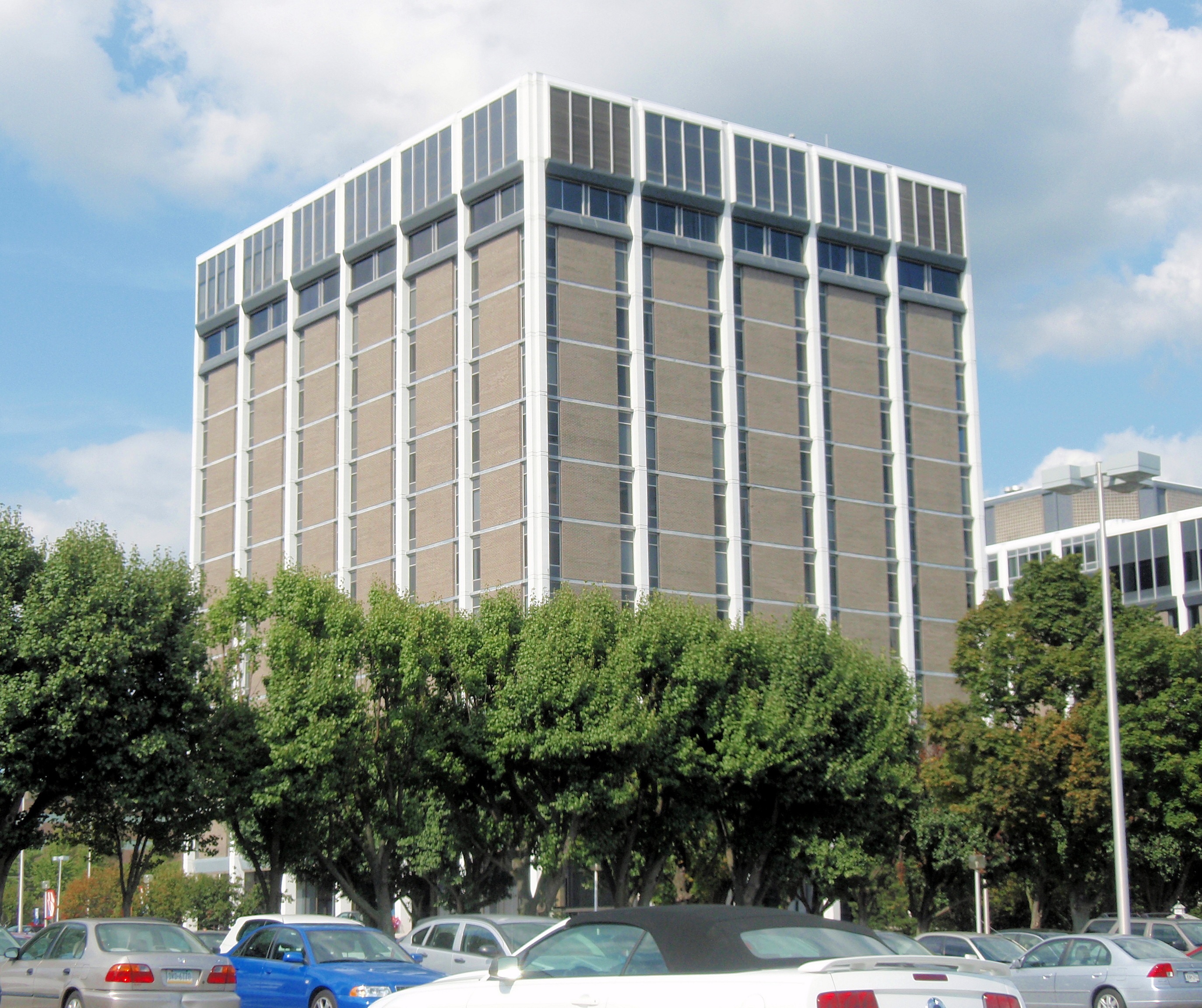
Бывший офис Firaxis Games в Хант-Велли, штат Мэриленд, США, 2008 год

После образования студия выпустила несколько игр, использующих громкое имя Сида Мейера в названии — Sid Meier's Gettysburg!, Sid Meier's Antietam! (тактические варгеймы, основанные на событиях Гражданской войны в США) и Sid Meier's Alpha Centauri (глобальная стратегия по колонизации Альфы Центавра, идейный продолжатель Civilization). В 2001 году вышла хорошо принятая критиками и игроками Sid Meier's Civilization III. В ноябре 2004 года вышла Sid Meier’s Pirates!, ремейк старой игры MicroProse Sid Meier’s Pirates! 1987 года.
Сразу после выхода Civilization IV в октябре 2005 года, 7 ноября стало известно, что издатель Take-Two Interactive приобрел студию Firaxis. В результате кадровых перестановок компанию покинул один из основателей, Джефф Бриггс. В апреле 2007 года студию покинул ещё один ключевой сотрудник — Сорен Джонсон, отвечавший за разработку Civilization III и Civilization IV. Джонсон позднее присоединился к разработке игры Spore. В сентябре 2009 года студия переехала из Хант-Валли в Спаркс.

## Игры
- 1997 — Sid Meier's Gettysburg! (Windows)
  - 1998 — Sid Meier's Antietam! (Windows)
- 1999 — Sid Meier's Alpha Centauri (Windows, Mac OS, Linux)
  - 1999 — Sid Meier's Alien Crossfire (Windows)
- 2001 — Sid Meier’s Civilization III (Windows, Mac OS)
  - 2002 — Sid Meier’s Civilization III: Play the World (Windows)
  - 2003 — Sid Meier’s Civilization III: Conquests (Windows)
- 2002 — Sid Meier's SimGolf (Windows)
- 2004 — Sid Meier’s Pirates! (Windows, macOS, Xbox, PlayStation Portable, Wii, iOS)
- 2005 — Sid Meier’s Civilization IV (Windows, macOS)
  - 2006 — Sid Meier’s Civilization IV: Warlords (Windows, macOS)
  - 2007 — Sid Meier’s Civilization IV: Beyond the Sword (Windows, macOS)
  - 2006 — CivCity: Rome (Windows, macOS)
- 2006 — Sid Meier's Railroads! (Windows, macOS)
- 2008 — Sid Meier’s Civilization Revolution (Xbox 360, PlayStation 3, Nintendo DS, iOS, Windows Phone)
- 2008 — Sid Meier’s Civilization IV: Colonization (Windows)
- 2010 — Sid Meier’s Civilization V (Windows, macOS, Linux, Java)
  - 2012 — Sid Meier’s Civilization V: Gods & Kings (Windows, macOS, Linux)
  - 2013 — Sid Meier’s Civilization V: Brave New World (Windows, macOS, Linux)
- 2012 — XCOM: Enemy Unknown (Windows, macOS, Linux, Xbox 360, PlayStation 3, iOS, Android, PlayStation Vita)
  - 2013 — XCOM: Enemy Within (Windows, macOS, Linux, Xbox 360, PlayStation 3, iOS, Android, PlayStation Vita)
- 2013 — Haunted Hollow (iOS)
- 2013 — Sid Meier's Ace Patrol (Windows, iOS)
- 2013 — Sid Meier's Ace Patrol: Pacific Skies (Windows, iOS)
- 2014 — Sid Meier’s Civilization Revolution 2 (iOS, Android, PlayStation Vita)
- 2014 — Sid Meier’s Civilization: Beyond Earth (Windows, macOS, Linux)
  - 2015 — Sid Meier’s Civilization: Beyond Earth — Rising Tide (Windows, macOS, Linux)
- 2015 — Sid Meier’s Starships (Windows, macOS, iOS)
- 2016 — Sid Meier’s Civilization VI (Windows, macOS, Linux, iOS, Nintendo Switch)
  - 2018 — Sid Meier’s Civilization VI: Rise and Fall (Windows, macOS, Linux)
  - 2019 — Sid Meier’s Civilization VI: Gathering Storm (Windows, macOS, Linux)
- 2016 — XCOM 2 (Windows, macOS, Linux, Xbox One, PlayStation 4, Nintendo Switch, iOS, Android)
  - 2017 — XCOM 2: War of the Chosen (Windows, macOS, Linux, Xbox One, PlayStation 4, Nintendo Switch, iOS, Android)
- 2020 — XCOM: Chimera Squad (Windows)
- 2022 — Marvel's Midnight Suns (Windows, Xbox One, Xbox Series X/S, PlayStation 4, PlayStation 5)
- 2025 — Sid Meier's Civilization VII (Windows, Xbox One, Xbox Series X/S, PlayStation 4, PlayStation 5, Nintendo Switch)